# 頭港鎮安宮
鎮安宮，是位於台灣南部臺南市學甲區光華里的一座王爺廟，主祀李、池、吳三府千歲。

## 供奉神祇

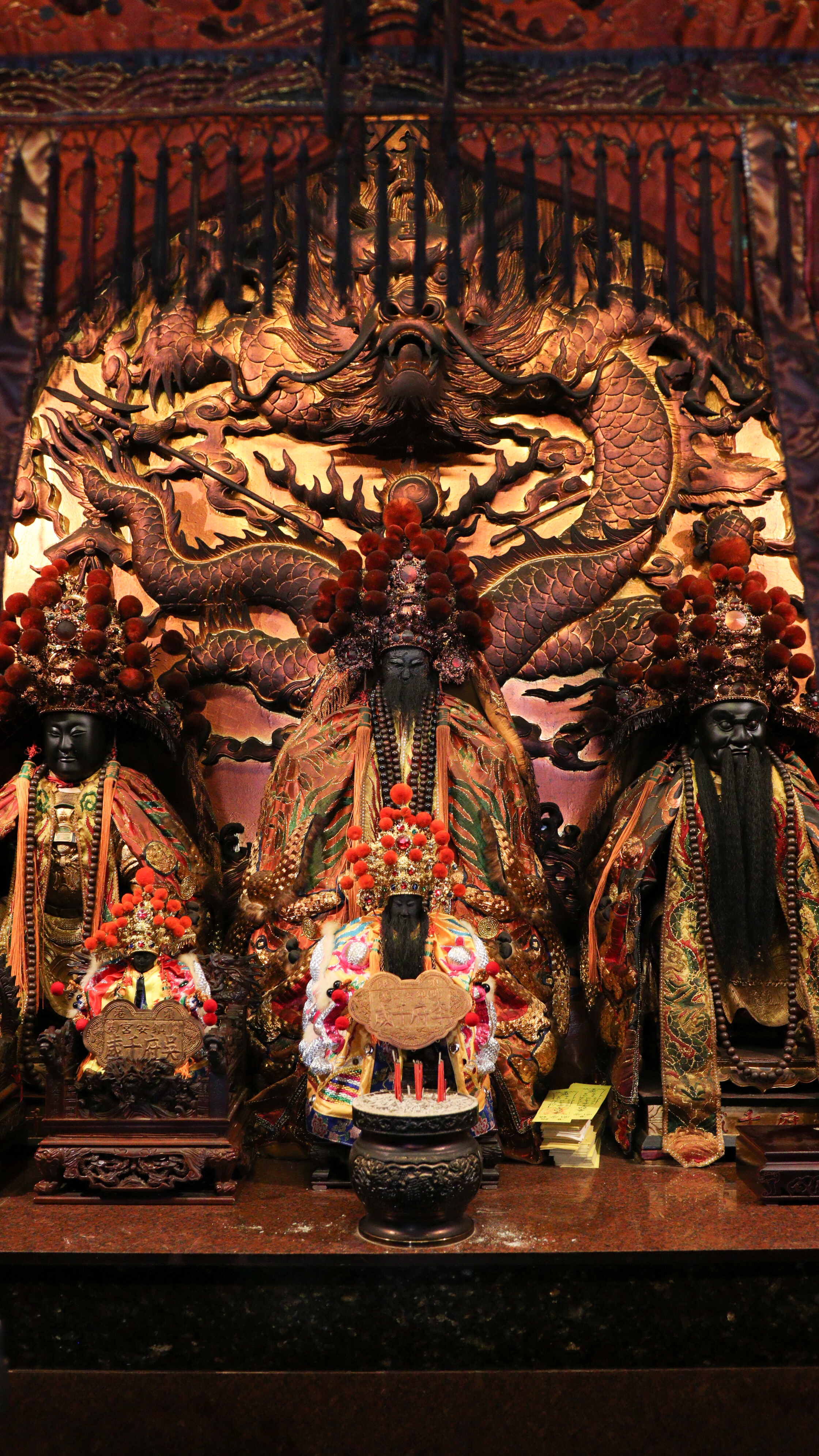
頭港鎮安宮

鎮安宮崇祀三王。三王者，李王、池王、吳王也，又稱三府千歲。據連雅堂《台灣通史》宗教志載：延平郡王入台後，闢土地，興教養，存明朔，抗滿人，精忠大義，震曜古今。明社既屋，民間乃建廟重祀，而時多避忌，故閃爍其辭，以王爺稱，亡國之痛概可見矣。王府東都，禮樂征伐，代行天子之事，故王爺廟皆稱代天府或王宮，而尊之為大人，為千歲，未敢昌言之也。此廟由來，實淵源於此。
頭港瀕臨海隅，屬鹽分地帶，土瘠民貧，生活窮苦，該廟初建之時，以供奉福德正神為主，後經地方詩人吳吉要先生以「鎮守頭港」之意而名為「鎮安宮」。本廟前殿主祀李府、池府、吳府千歲〈即俗稱大王、二王、三王〉、神虎將軍等，後殿〈又稱慈雲寺〉主祀南海觀音佛祖、玄天上帝、福德正神、十八羅漢等，偏殿供奉「軟身福德爺」，香火鼎盛，為頭港居民信仰中心。

## 日治時代
因甲午戰爭，締結馬關條約，台灣被割予日本，居民不願為異族統治，起而對抗日本，「林崑剛竹嵩山一役」，日本部隊因受阻憤而沿途殺掠焚燒，該廟也因此遭池魚之殃焚燬，歷經五十年。

## 戰後
民國三十四年（西元1945年），中華民國接管臺灣，居民不願任令廟損殿燬有瀆三王威靈，乃由吳克章、吳興傳、吳克讀、吳章興、吳深、吳天化、龔聯禎、吳丁合、吳枝章、吳主成、吳永長等人提議並捐輸及莊眾踴躍捐資重建，除原本三王爺外並增建側殿供奉觀音佛祖、福德正神等神祇，廟宇重建完成，惟寺、宮格局因沿襲陳陋，雖曾再事修葺，終未盡善。

## 近年
民國七十年（西元1981年），地方賢達與旅外人士商定於原址鳩工重建，於是推吳三連、吳章興、吳修齊、吳尊賢、吳俊傑、翁主舍、吳俊陞、翁川配、翁平彰、吳振良、翁石龍等為發起人，翁呼爐、吳竹頭、吳德川、吳玉書等人負責勸募，籌新台幣三千餘萬元。後公推翁呼爐氏專責督建，總務及財務則由吳德川及吳玉書分別擔任。無論選材雕工，力求精緻，越兩年廟成，殿宇分兩進，前殿崇祀三府千歲，後殿供奉觀音佛祖、北極玄天上帝、福德正神及十八羅漢偏殿供奉福德爺，民國72年（西元1983年）入火安座，民國七十四年（西元1985年）舉行七朝清醮。

## 歷任董事長
- 第一任：吳三連
- 第二任：吳修齊
- 第三任：翁川配
- 第四任：王茂生
- 現任：黃界貞